# نورث بردلی
نورث بردلی (به انگلیسی: North Bradley) یک روستا و محله مدنی در بریتانیا است که در Wiltshire واقع شده‌است. نورث بردلی ۱٬۷۵۴ نفر جمعیت دارد.